# Barí (langue)
Pour les articles homonymes, voir Bari (homonymie).
Ne pas confondre avec le dialecte de Bari, dialecte de la ville de Bari en Italie, ou avec le baré, langue arawakienne du Venezuela.
Le barí (motilón en espagnol) est une langue chibchane parlée en Colombie et au Venezuela, le long du Río de Oro et du Río Catatumbo par 5 390 personnes.